# Церковь Святой Анны (Будапешт)
Церковь Святой Анны (венг. Szent Anna-plébánia) — католическая церковь в Будапеште, на правом берегу Дуная. Расположена на площади Баттьяни под замковым холмом. Памятник архитектуры середины XVIII века в стиле итальянского барокко. Выполняет роль приходской церкви для католиков района Визиварош.

## История
Строительство новой церкви на месте более старой церкви ордена иезуитов началось в 1740 году по проекту венгерского архитектора Кристофа Хамона. Заканчивал строительство другой венгерский мастер Матьяш Непауэр, возможно, что в возведении церкви принимали участие и итальянские мастера. В основном, церковь была построена к 1752 году, но в 1763 году храм был повреждён землетрясением, а в 1773 году был распущен орден иезуитов, курировавший стройку, что затянуло восстановительные и отделочные работы до 1805 года. В 1805 году церковь наконец была освящена.
Церковь не раз страдала от пожаров и наводнений. К середине XX века она пришла в довольно плачевное состояние и даже рассматривался проект её сноса при прокладке второй линии метрополитена. Однако было принято решение сохранить церковь и отреставрировать её. Реставрация была успешно проведена в 1970—1984 годах.

## Архитектура

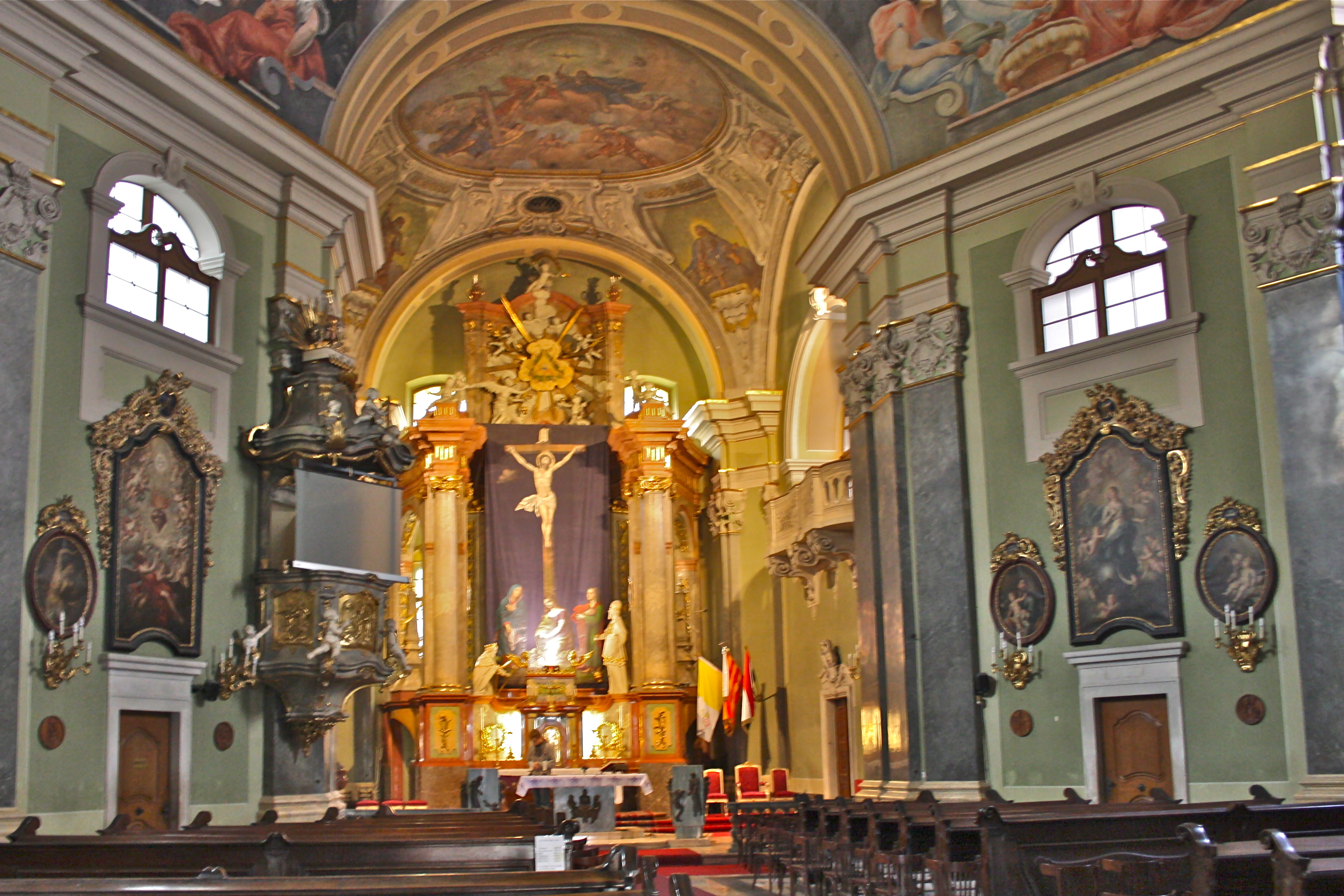
Интерьер

Церковь считается одной из лучших барочных церквей Венгрии. На фасаде установлены статуи Веры, Надежды и Любви, святой Анны и Девы Марии, Иисуса в окружении ангелов, а также герб Буды. Высокие башни по бокам главного фасада доминируют над районом и прекрасно видны как с замкового холма, так и с Дуная.
В интерьере заслуживают внимания фрески купола (1771, Г. Вогль). Фрески нефа имеют более позднее происхождения (1938 год, П. Молнар). Главный алтарь был создан в 1773 году мастером К. Бебо и украшен скульптурной группой Введение во храм. В церкви установлен старинный орган, перенесённый в церковь Святой Анны из церкви кармелитов.